# Takeshita Wataru
Takeshita Wataru (竹下 亘 (Trúc-Hạ Hoàn)  sinh ngày 3 tháng 11 năm 1946 - mất ngày 17 tháng 9 năm 2021) là một chính trị gia người Nhật Bản. Ông nguyên là Bộ trưởng Tái thiết Nhật Bản từ năm 2014 đến năm 2015. Là đảng viên Đảng Dân chủ Tự do, ông còn là Nghị viên Chúng Nghị viện đại diện cho quận 2 Shimane. Trong nội bộ đảng, ông là người đứng đầu phái Takeshita Wataru, sau này là phái Motegi.